# Prémios do Cinema Europeu
Os Prémios do Cinema Europeu ou EFA (em inglês European Film Awards) são entregues anualmente pela Academia de Cinema Europeu, em reconhecimento da excelência das realizações cinematográficas europeias. Há mais de dez categorias de premiação, sendo a mais importante a categoria de melhor filme. As premiações são restritas ao Cinema Europeu e aos produtores, realizadores e atores europeus.
Eram originalmente chamados de Prémios Félix, tendo sido renomeados para o nome atual — Prémios do Cinema Europeu.
As cidades-sede alternam, sendo a cada dois anos fixa em Berlim e no ano entre esses é escolhida outra cidade europeia.

## Processo de atribuição
Os filmes que participam nos Prémios do Cinema Europeu devem ser longas-metragens europeias de ficção destinadas ao lançamento normal nos cinemas e devem ter a sua primeira exibição oficial num festival ou num cinema regular após 1 de julho do ano anterior.
Com base numa seleção de 40 filmes recomendados para nomeação, os membros da Academia de Cinema Europeu votam para as nomeações nas categorias principais, que serão anunciadas no início de novembro no Festival de Cinema Europeu de Sevilha. Com base nas nomeações, os membros da Academia, em seguida, votam nos vencedores que serão anunciados na cerimónia dos Prémios do Cinema Europeu no início de dezembro.

## Categorias
Principais categorias:
- Melhor filme europeu
- Melhor diretor/realizador europeu
- Melhor atriz europeia
- Melhor ator europeu
- Melhor roteirista/argumentista europeu
- Melhor diretor de fotografia europeu
- Melhor editor/montador europeu
- Melhor diretor de arte europeu
- Melhor compositor europeu
- Melhor documentário
- Melhor filme de animação
- Filme revelação - Prémio Fipresci
- Melhor curta-metragem
- Prémio do Público
- Melhor coprodução - Prémio Eurimages
- Contribuição europeia para o cinema mundial
- Prémio de carreia

## Edições
| Cidade    | País        | Vezes | Anos das edições                                                                               |
| --------- | ----------- | ----- | ---------------------------------------------------------------------------------------------- |
| Barcelona | Espanha     | 1     | 2004                                                                                           |
| Berlim    | Alemanha    | 13    | 1988, 1993, 1994, 1995, 1997, 1999, 2001, 2003, 2005, 2007, 2011, 2013, 2015, 2017, 2019, 2021 |
| Bochum    | Alemanha    | 1     | 2009                                                                                           |
| Breslávia | Polónia     | 1     | 2016                                                                                           |
| Copenhaga | Dinamarca   | 1     | 2008                                                                                           |
| Glasgow   | Reino Unido | 1     | 1990                                                                                           |
| Reykjavík | Islândia    | 1     | 2020                                                                                           |
| Londres   | Reino Unido | 1     | 1998                                                                                           |
| Paris     | França      | 2     | 1989, 2000                                                                                     |
| Potsdam   | Alemanha    | 3     | 1991, 1992, 1996                                                                               |
| Riga      | Letônia     | 1     | 2014                                                                                           |
| Roma      | Itália      | 1     | 2002                                                                                           |
| Sevilha   | Espanha     | 1     | 2018                                                                                           |
| Talim     | Estónia     | 1     | 2010                                                                                           |
| Valeta    | Malta       | 1     | 2012                                                                                           |
| Varsóvia  | Polónia     | 1     | 2006                                                                                           |